# Sonya Yoncheva
Sonya Yoncheva (en búlgaro: Соня Йончева; Plovdiv, 25 de diciembre de 1981) es una soprano búlgara.

## Primeros años
Yoncheva nació en Plovdiv, Bulgaria. Estudió piano y canto en la Escuela Nacional de Música y Danza en Plovdiv. Durante su adolescencia presentó un programa musical en la televisión búlgara. Ganó varios concursos de música en Bulgaria en 2000 y 2001, entre ellps un premio "Cantantes del Año 2000" junto con su hermano, en el concurso "Hit-1", organizado y producido por la Televisión Nacional búlgara.
En 2009, obtuvo un master en canto clásico del Conservatorio de Música de Ginebra.

## Carrera

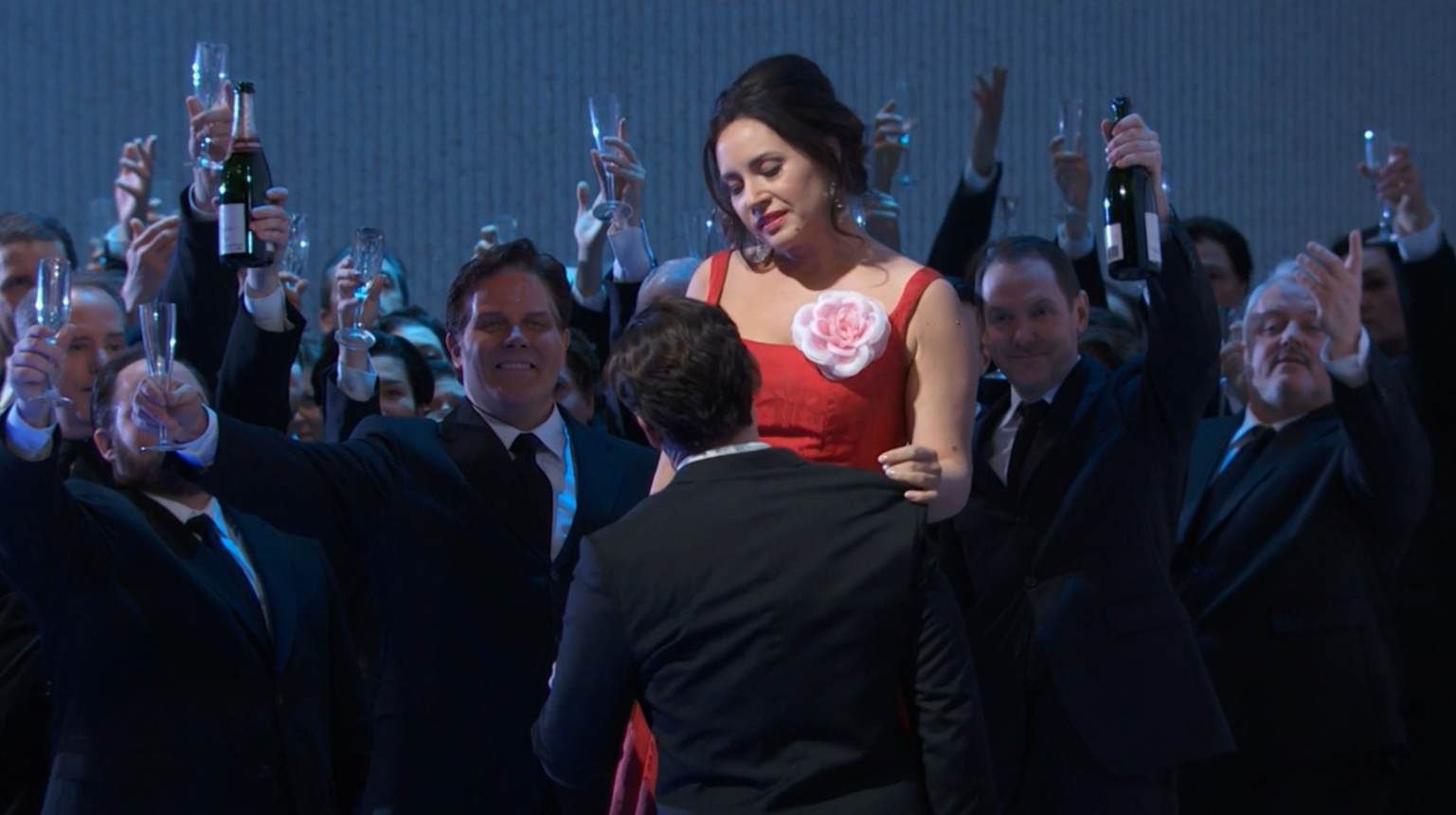
Sonya Yoncheva como Violetta en la ópera La traviata (Met, 2014).

Yoncheva participó, por invitación, en la academia para jóvenes cantantes "Jardin des Voix", de William Christie, en 2007. Continuó trabajando en el repertorio barroco con Christie, y también con Emmanuelle Haïm.
Yoncheva ganó el primer premio femenino en el concurso Operalia en 2010. Su debut en la Metropolitan Opera fue en noviembre de 2013, en el papel de Gilda en Rigoletto, adelantando su debut oficial, anteriormente planificado. En 2014 en el Met, cantó su debut escénico como Mimì (La bohème) en noviembre y compartió el papel de Violetta (La traviata) en diciembre. En 2015 apareció como Desdemona en la nueva producción de Otello que abría la temporada del Met, y en septiembre de 2016 hizo su debut como Norma en la Royal Opera House, donde también cantó Antonia en Les contes d'Hoffmann en octubre del mismo año.
En junio de 2017 hizo su presentación en el Teatro alla Scala como Mimì en La bohème. Hizo su debut en el papel titular de Tosca en la temporada 2017/18 del Met, con gran éxito de crítica. Yoncheva estableció un récord al ser la primera cantante que participa con papeles protagonistas en tres transmisiones en directo del Met en una sola temporada (Tosca, Mimi en La bohème y Luisa Miller, en la temporada 2017/18). Otros debuts de nuevos papeles en la temporada 2017/18 incluyen Luisa Miller en el Met y Elisabetta de Valois en Don Carlo en la Ópera de París. Para su debut como Imogene en  Il pirata de Vincenzo Bellini en el Teatro alla Scala en junio de 2018, la primera producción de la obra después de la legendaria producción de 1958 con Maria Callas, la prensa proclamó que su interpretación seguramente "verá a Yoncheva introducirse en el salón de la fama de La Scala junto a Callas". En verano de 2018 Yoncheva cantó el papel de Poppea en L'incoronazione di Poppea en el Festival de Salzburgo.
Yoncheva empezó la temporada 2018/19 con el papel titular de Médée en una producción de la Staatsoper de Berlín dirigida por Daniel Barenboim. Otras interpretaciones en 2018/19 incluyen Desdemona en Otello y el papel titular de Iolanta en el Met, Desdemona en una nueva producción del Festspielhaus Baden-Baden y en la Philharmonie de Berlín, Tosca en la Staatsoper de Berlín y la Ópera de París, Norma en la Ópera Estatal de Baviera, La traviata en el Teatro alla Scala y Médée en el Festival de Salzburgo.

## Vida privada
Yoncheva y su marido Domingo Hindoyan, director de orquesta venezolano, viven en el Cantón de Vaud, Suiza. La pareja tiene un hijo, Mateo, nacido el 6 de octubre de 2014. Su hermano menor, Marin Yonchev, ha sido cantante de rock y actualmente se presentan juntos en conciertos operísticos.

## Discografía
Yoncheva aparece en grabaciones comerciales en el sello Virgin Classics. También aparece en ediciones en DVD de   L'incoronazione di Poppea y Il ritorno d'Ulisse en patria (registrado en el Teatro Real de Madrid), y de Il Flaminio, de Giovanni Battista Pergolesi. Además, aparece en el Stabat Mater de Pergolesi y Le Nozze di Figaro, de Mozart, en Deutsche Grammophon. En noviembre de 2013, firmó un contrato discográfico con Sony Classical y ha publicado varios discos compactos en solitario, entre ellos:
- 2015: París, mon amour, Orquestra de la Comunitat Valenciana, dirigida por Frédéric Chaslin (Sony)
- 2017: Handel, Academia Montis Regalis, Alessandro De Marchi (director) (Sony)
- 2018: The Verdi Album, Münchner Rundfunkorchester, dirigida por Massimo Zanetti (Sony)